# Sergio Tacchini
Sergio Tacchini (nacido el 30 de mayo de 1938), es un diseñador italiano de moda asentado en Novara, Italia. 

## Carrera como tenista
Tacchini llegó a ser tenista profesional a la edad de 17 años, entrando al club de tenis de Milán en 1955. En 1960 ganó el título de campeón italiano al vencer a su compatriota Nicola Pietrangeli. Compitió en la Copa Davis, ganando 5 partidos en individuales y uno en dobles sobre un total de 15 partidos. Tomó además dos títulos italianos en doble, haciendo pareja con Pietrangeli en 1967 y 1968.

## La firma

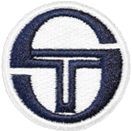
Logo de la marca Sergio Tacchini

La marca empezó en 1966 cuando Sergio Tacchini se retira del tenis profesional y funda Sandys, una empresa que hacía prendas deportivas, en 1968 comienza a comercializar sus productos con su nombre y donde diseña colecciones para sus antiguos colegas, utilizando el conocimiénto técnico de quien ha tenido que vestir esa ropa y llevarla al más alto nivel.
Revoluciona este deporte introduciendo el color en la indumentaria, ya que hasta entonces todos los diseños existentes habían sido integramentes blancos.
Durante la década del 70 patrocina a grandes figuras del tenis internacional como Jimmy Connors, John McEnroe, Mats Wilander, Guillermo Vilas entre otras, años más tarde introduce su marca en el mundo del Golf y en la década del 90 incursiona en el circuito del Ski donde figuras como Pirmin Zurbriggen y Marc Girardelli utilizaron sus prendas.
Actualménte la marca es propiedad del empresario de Hong Kong Billy Ngok (dueño de Hembly una distribuidora internacional de indumentaria de origen chino) que la adquirió en 2008 luego de la presentación de quiebra de la firma en el año 2007 y desde entonces ha invertido varios millones  para expandirla a nivel mundial y muy especialménte en la propia China, en donde se han abierto ya doscientas tiendas de la marca. 

### Tenistas auspiciados por la firma

#### Presente
- Gilles Müller
- Victor Hănescu

#### Pasado
- Ilie Năstase
- Gabriela Sabatini[1]
- David Nalbandian
- Steve Darcis
- Olivier Rochus
- Ivo Karlović
- Goran Ivanišević
- Tommy Robredo
- Juan Carlos Ferrero
- Flavia Pennetta
- Roberta Vinci
- Adrian Ungur
- Marius Copil
- Igor Andreev
- Dinara Safina
- Novak Djokovic[2]
- Robert Lindstedt
- Martina Hingis
- Pete Sampras
- John McEnroe
- Jimmy Connors
- Martina Navratilova
- Guillermo Vilas
- Mats Wilander
- Sergi Bruguera

### Otros atletas auspiciados por la firma
- Ayrton Senna da Silva
- Carlos Reutemann
- Pirmin Zurbriggen
- Ian Woosnam
- Marc Girardelli